# (1996) Adams
(1996) Adams (1961 UA; 1932 RM; 1961 TB2; 1969 TW2; 1971 BY1; 1973 SJ3) ist ein Asteroid des Hauptgürtels, der am 16. Oktober 1961 im Goethe-Link-Observatorium im Rahmen des Indiana Asteroid Program entdeckt wurde.
Der Asteroid wurde nach John Couch Adams benannt, einem britischen Mathematiker und Astronomen, der in den 1840er-Jahren die Position des Planeten Neptun berechnete.